# Alessio Praticò
Alessio Praticò (Reggio Calabria, 8 maggio 1986) è un attore italiano.

## Biografia
Nasce a Reggio Calabria l'8 maggio 1986. Laureatosi in architettura all'Università degli Studi "Mediterranea" di Reggio Calabria, nel 2010 viene ammesso alla scuola del Teatro Stabile di Genova.
Recita in numerosi spettacoli tra cui Fratelli di Sangue di Axel Hellstenius, diretto da Mauro Parrinello, Un cappello di paglia di Firenze di Eugène Labiche e Marc Michel per la regia di Anna Laura Messeri e Sogno di una notte di mezza estate di William Shakespeare diretto da Massimo Mesciulam.
Nel 2013 consegue il diploma di recitazione. Lo stesso anno avviene il suo debutto al cinema.
Il regista Ferdinando Cito Filomarino lo sceglie per il ruolo di Remo Cantoni, nel film Antonia., opera prima prodotta da Luca Guadagnino. Nel 2015 è Carlo Cosco, ex compagno della testimone di giustizia Lea Garofalo nel film Lea di Marco Tullio Giordana. Lo stesso anno interpreta uno dei protagonisti della serie Solo per la regia di Michele Alhaique.
Nel 2016 recita nell'Alcesti di Euripide al Teatro Due di Parma, per la regia di Elisabetta Pozzi. Porta avanti la sua carriera cinematografica e televisiva partecipando alla serie The Young Pope di Paolo Sorrentino. Ancora nel 2016 vince il premio Federico II come Miglior Attore Emergente al Festival La Primavera del Cinema Italiano.
Nel 2018 è uno dei protagonisti della serie Il cacciatore, per la regia di Stefano Lodovichi e Davide Marengo, nel ruolo di Enzo Salvatore Brusca.
Lo stesso anno interpreta il ruolo di Salvo, uno dei protagonisti della serie Il miracolo di Niccolò Ammaniti, con la regia di Francesco Munzi, Lucio Pellegrini e dello stesso Ammaniti. Successivamente recita nella serie Trust del premio Oscar Danny Boyle che narra la storia del rapimento di John Paul Getty III.
Nel 2019 è al cinema nel film Lo spietato di Renato De Maria accanto a Riccardo Scamarcio e ne Il traditore di Marco Bellocchio, con Pierfrancesco Favino, presentato alla 72ª edizione del Festival di Cannes e selezionato per rappresentare l'Italia agli Oscar 2020. Il 7 dicembre 2019 ha ricevuto il prestigioso Premio Internazionale Vincenzo Crocitti come Attore in Carriera.
Sempre nel 2019 gira la seconda stagione della serie Il cacciatore diretta da Davide Marengo ed il film La guerra di Cam di Laura Muscardin.
Nel 2020 gira due opere prime, L’Afide e la Formica di Mario Vitale e Blackout Love di Francesca Marino. Nel 2021 partecipa ai film I Nostri Fantasmi di Alessandro Capitani e Calcinculo di Chiara Bellosi.
Nel 2022 è tra i protagonisti della serie Blocco 181 con la regia di Giuseppe Capotondi, Matteo Bonifazio e Ciro Visco. Sempre nel 2022 lo troviamo nella quarta stagione della serie cult Boris, diretta da Giacomo Ciarrapico e Luca Vendruscolo, nella quale interpreta uno dei nuovi personaggi della serie, Angelo, la comparsa calabrese. Nello stesso anno è l'antagonista di Alessandro Gassman nel film Il mio nome è vendetta, un action movie diretto da Cosimo Gomez e uno dei protagonisti della serie natalizia Odio il Natale, diretta da Davide Mardegan e Clemente De Muro.
Nel gennaio del 2023 lo troviamo nella serie Il nostro generale, con Sergio Castellitto, diretta da Lucio Pellegrini e Andrea Jublin, nella quale interpreta il capitano dei carabinieri Umberto Bonaventura, esperto di terrorismo che lavorò e collaborò con il generale Carlo Alberto Dalla Chiesa, durante la guerra alle Brigate Rosse, nei Nuclei Speciali Antiterrorismo.
Sempre nel 2023 è tra i protagonisti della serie Summer Limited Edition con la regia di Mario Vitale, nella mini serie Un’estate fa regia di Davide Marengo e Marta Savina e nel film La Festa del Ritorno, opera prima di Lorenzo Adorisio, ispirata al romanzo omonimo di Carmine Abate.
Nel 2024 interpreta Don Orlando nella serie Briganti, regia di Steve Saint Leger, Nicola Sorcinelli e Antonio Le Fosse. Sempre nello stesso anno lo troviamo nel ruolo del poliziotto Fabio Guerra, all'interno della serie Stucky, ispirata ai romanzi di Fulvio Ervas, con Giuseppe Battiston e la regia di Valerio Attanasio.
È autore di alcuni cortometraggi ed ha collaborato per diversi anni all'organizzazione del Pentedattilo Film Festival, Festival Internazionale di cortometraggi che si svolge nell'antico borgo di Pentedattilo, in provincia di Reggio Calabria.

## Filmografia

### Cinema
- Antonia., regia di Ferdinando Cito Filomarino (2014)
- Lea, regia di Marco Tullio Giordana (2015)
- Lo spietato, regia di Renato De Maria (2019)
- Il traditore, regia di Marco Bellocchio (2019)
- La guerra di Cam, regia di Laura Muscardin (2020)
- Blackout Love, regia di Francesca Marino (2021)
- I nostri fantasmi, regia di Alessandro Capitani (2021)
- L'afide e la formica, regia di Mario Vitale (2021)
- Calcinculo, regia di Chiara Bellosi (2022)
- Il mio nome è vendetta, regia di Cosimo Gomez (2022)
- La festa del ritorno, regia di Lorenzo Adorisio (2023)
- Come fratelli, regia di Antonio Padovan (2025)

### Televisione
- Solo, regia di Michele Alhaique - serie TV (2016)
- The Young Pope, regia di Paolo Sorrentino - serie TV (2016)
- Trust, regia di Danny Boyle - serie TV (2017)
- Liberi sognatori - Una donna contro tutti, regia di Fabio Mollo - film TV (2018)
- Una pallottola nel cuore, regia di Luca Manfredi - serie TV (2018)
- Il miracolo, regia di Lucio Pellegrini, Francesco Munzi, Niccolò Ammaniti - serie TV (2018)
- Il cacciatore, regia di Stefano Lodovichi, Davide Marengo - serie TV (2018-2020)
- Blocco 181, regia di Giuseppe Capotondi, Matteo Bonifazio, Ciro Visco - serie TV (2022)
- Boris, regia di Giacomo Ciarrapico e Luca Vendruscolo - serie TV (2022)
- Odio il Natale, regia di Davide Mardegan e Clemente De Muro - serie TV (2022)
- Il nostro generale, regia di Lucio Pellegrini e Andrea Jublin - serie TV (2023)
- Summer Limited Edition, regia di Mario Vitale - serie TV (2023)
- Un’estate fa, regia di Davide Marengo e Marta Savina - miniserie TV (2023)
- Briganti, regia di Steve Saint Leger, Nicola Sorcinelli e Antonio Le Fosse - serie TV (2024)
- Stucky, regia di Valerio Attanasio - serie TV (2024)

### Cortometraggi
- L'umanità scalza, regia di Americo Melchionda (2011)[16]
- Melanzane, regia di Tancredi Campello (2014)[17]
- Iddhu, regia di Luigi Pironaci (2019)[18]
- Lo Sport Nazionale, regia di Andrea Belcastro (2022)
- La mia Escort, regia di Alessandro Porzio (2024)
- Goodbye Baghdad, regia di Simone Manetti (2025)

### Videoclip
- Back in Myself, degli Ashtray, regia di Emanuele Milasi (2012)
- Cenere, di Killacat, regia di Luigi Pironaci (2021)

### Pubblicità
- Dedicato a te - serie web THUN, regia di Alessandro Porzio (2014)
- Axpo Gas e Luce, regia di Michele Vindimian (2016)

## Teatro
- L'importanza di chiamarsi Ernesto, regia di Francesco Marino (2004)
- Visioni di Gesù con Afrodite, regia di Giuliano Scabia (2007)
- I giorni della comune, regia di Marilù Prati (2007)
- Tournée, regia di Marilù Prati (2007)
- 1908 ore 05:20 - Terremoto, regia di Americo Melchionda (2008/09)
- I racconti del pianerottolo, regia di Francesco Marino (2008/09)
- I Sibariti, regia di Francesco Marino (2009)[19]
- Party Time e Il linguaggio della montagna, regia di Marilù Prati (2010)
- Stabat Mater, regia di Paolo Benvenuti (2010)
- Sogno di una notte di mezza estate, regia di Massimo Mesciulam (2013/14)
- Un cappello di paglia di Firenze, regia di Anna Laura Messeri  (2013)
- Amici assenti, regia di Massimo Chiesa (2013/14)
- Un piccolo gioco senza conseguenze, regia di Eleonora d'Urso (2013)[20]
- Stabat Mater, regia di Luca Guadagnino e Stella Savino (2014)
- Fratelli di sangue, regia di Mauro Parrinello (2014)
- Federico II Me, regia di Christian Maria Parisi (2015/16)
- Lunga notte di Medea, regia di Americo Melchionda (2015)[21]
- Alcesti, regia di Elisabetta Pozzi (2016)
- L'opera del mendicante, regia di Caterina Vianello (2017)
- Sonnets Dance, regia di Michela Lucenti (2017)
- Hamlet Box, regia di Roberto Cavosi  (2017)
- Gli innamorati, regia di Luca Cicolella  (2024)